# 霍奇森冰原島峰
74°17′S 100°4′W / 74.283°S 100.067°W
霍奇森冰原島峰（英語：Hodgson Nunatak），是南極洲的冰原島峰，位於埃爾斯沃思地，處於蒂特斯冰原島峰以南9公里，屬於哈德森山脈的一部分，美國地質調查局根據測量和該國海軍的空中照片繪入地圖，現時由南極條約體系管理。